# Копии четырёх Капитолийских волчиц
Копии четырёх Капитолийских волчиц (рум. Сopiile a patru ale lupului de capitoli) — серия монументов в румынских городах и сёлах.

## История
В первые десятилетия XX века муниципалитет столицы Италии — Рима и правительство Италии, отдавая дань уважения латинскому происхождению румынского народа, подарил Румынии четыре копии Капитолийской волчицы, которые были установлены в городах Бухарест (7 сентября 1906, в честь 40-летия коронации короля Кароля I и 1800-летия римского завоевания Дакии), Клуж-Напока (28 сентября 1921, в память об объединении Трансильвании и Буковины с Румынией в 1918 году), Кишинёв (1921, в память об объединении Бессарабии с Румынией в 1918 году) и Тимишоара (23 апреля 1926, в память латинской этнической общности двух народов).
Уже в Румынии с этих четырёх статуй были сделаны копии, которые были установлены в городах и сёлах:
| Населённый пункт    | Дата установки   | Примечания                                                                                     |
| ------------------- | ---------------- | ---------------------------------------------------------------------------------------------- |
| Алба-Юлия           | 1933             | символ общего латинского культурного наследия Италии и Румынии                                 |
| Блаж                | ?                | —                                                                                              |
| Брад                | ?                | —                                                                                              |
| Брашов              | ?                | установлена возле примарии Брашова                                                             |
| Констанца           | ?                | —                                                                                              |
| Кристештий-Чичеулуй | ?                | —                                                                                              |
| Деж                 | 17 сентября 2004 | открыт по случаю 100-летия Трансильванской ассоциации румынской литературы и народной культуры |
| Галац               | 1992             | скульптор Георгий Терещенко                                                                    |
| Ернут               | ?                | —                                                                                              |
| Лешу                | ?                | —                                                                                              |
| Лудуш               | ?                | —                                                                                              |
| Маеру               | ?                | —                                                                                              |
| Нэсэуд              | ?                | —                                                                                              |
| Сэчеле              | ?                | —                                                                                              |
| Сату-Маре           | 1936             | первая копия утеряна, повторная создана скульптором Раду Чобану                                |
| Сигишоара           | ?                | —                                                                                              |
| Тыргу-Муреш         | 23 мая 1924      | скульптор Ион Шмидт-Фаур                                                                       |
| Тырнэвени           | 1992             | скульптор Ион Шмидт-Фаур                                                                       |
| Топлица             | ?                | —                                                                                              |
| Турда               | 1992             | Ячейка 2-3                                                                                     |
| Залэу               | ?                | —                                                                                              |
| Регин               | ?                | —                                                                                              |
| Герла               | ?                | —                                                                                              |

## Галерея
- Брашов
- Турда
- Галац
- Алба-Юлия
- Тырнэвени
- Брад
- Ернут
- Лудуш
- Нэсэуд
- Маеру[рум.]
- Регин
- Герла